# نیکولاس دی پیرولا
نیکولاس دی پیرولا (انگلیسی: Nicolás de Piérola؛ ۵ ژانویهٔ ۱۸۳۹ – ۲۳ ژوئن ۱۹۱۳) یک سیاست‌مدار اهل پرو و از سپتامبر ۱۸۹۵ تا سپتامبر ۱۸۹۹ رئیس‌جمهور این کشور بود.